# 邵昕
邵曉東，原名邵昕（1967年8月29日—）是台灣男演員，曾与日本藝人酒井法子合作演出《我爱美人鱼》，1992年凭借《皇金稻田》入围第29屆金马奖男主角獎，2010年起淡出演藝圈，從事餐飲業和網絡直銷。

## 事业
邵昕父母邵會元、易秀楓都是公務員，與2個哥哥、1家5口住在新店的立祥公寓。6歲那年，父親因癌症病逝，國中時二哥因車禍過世。邵昕畢業於國光藝校，原與宋逸民、宋達民、屈中恒、王祖賢等同期，但中途休學，第二年復學與庹宗康同期。
邵昕17岁主演电影版《孽子》成名，與酒井法子合作電視劇《我愛美人魚》紅極一時，1992年憑藉《黃金稻田》入圍第29屆金馬獎最佳男主角獎。後因國光藝校背景，成為《國光幫幫忙》固定來賓班底，也一度成為《康熙來了》常客。不過他始終覺得演藝收入不穩定，而成為他想開創副業的動機，先後從事汽車買賣、房地產等副業。2003年與汽車生意而結識的友人合股經營「何善之」餐廳，旗下包括有:「何善之酸菜白肉鍋」、「何善之汤包馆」等3家餐飲品牌。2014年7月，「何善之餐廳」的房東通知房子將要進行都更，所以不再與邵昕續約，邵昕與股東商議後決定，餐廳於當日閉店後吹熄燈號。
2015年邵昕重啟爐灶，與擁有多年資歷的日本師傅森田宣久，頂下店面，花了600萬元資金投資，開設名為「山丰．壽司割烹」的日本料理店，店內基本消費一個套餐即2000元起跳，無奈與日本師傅溝通發生問題，台灣景氣衰退，高單價餐點曲高和寡，最終賠300萬元，該店於2016年夏季結束營業。同年10月邵昕和友人一同開設名為的「立祥公寓」平價麵店。
惟後續和第二任太太Vivi與藝人吳宗憲一同經營直銷平台，立祥公寓也已於2022年倒閉收攤。

## 個人生活
2002年，邵昕與熱戀3個月的黃鈺婷（婷婷）結婚，兩人育有一子「翔翔」，患有亞斯伯格症。2011年婚變分居，婷婷帶生活單據上節目控訴，兩人結婚以來邵昕只在她沒工作時每月付5、6千元生活費供家用，2006年她出道當藝人後，再也沒付過一毛錢。邵昕回應：「她很用心，我謝謝她，我錢都賠在金融海嘯，店裡也沒多賺錢，以後有機會再報答。」
2012年2月17日，邵昕與婷婷一同上《沈春華Woman Show》表示復合，大秀恩愛。兩天後，邵昕被拍到與廖姓女子Vivi夜唱至半夜。兩人離開KTV時，邵昕的大嫂也同坐一台車離開，途中大嫂下車回家。邵昕對此回應「老婆知道這件事情，而且Vivi是大嫂的表妹」，強調兩人之間沒什麼關係。4月邵昕与Vivi同游澳门，5月邵昕儿子曝Vivi已与邵昕同居。随后，婷婷透过友人指控邵昕自2004年起「每日精神語言暴力」，曾持鐵棒重擊婷婷後腦，造成撕裂傷。邵昕否認家暴，並稱自己也被婷婷毆打、用酒杯砸以及抓傷下體。兩人在2012年5月協議離婚，同年年底婷婷指控邵昕未付贍養費，邵昕開記者會反駁並斥責前妻利用孩子炒新聞。 2019年婷婷在節目中稱後悔答應前夫邵昕「共同監護」孩子，因離婚前小孩已經跟婆婆一起住，離婚後想探望孩子卻常常被刁難，且為阻止母子相見，「孩子轉學至少有六次。」
邵昕离婚后和Vivi公開交往， 2014年两人女儿「喵喵」出生，2016年結婚。

## 爭議
邵昕被指控2011年與多人組團炒作股票，犯罪所得8.5億元，2019年高院更一審依違反證交法等犯罪事實，判邵昕2年徒刑，緩刑4年，並須支付公庫60萬元。
2018年3月19日，邵昕凌晨在台北市酒駕遭臨檢，於6月達成庭內自省協商，捐贈1000包牛肉麵料理包給弱勢團體換取緩起訴。

## 作品

### 电视剧
| 年份   | 頻道 | 劇名                          | 飾演   |
| 1991年 |      | 《梦醒时分》                  |        |
| 1992年 |      | 《阁楼外的春天》              |        |
| 1992年 |      | 《书剑恩仇录》                |        |
| 1992年 |      | 《琉璃花》                    | 關天賜 |
| 1993年 |      | 《我爱美人鱼》                |        |
| 1994年 |      | 《火鹤》                      |        |
| 1995年 |      | 《倩女幽魂前传》              |        |
| 1998年 |      | 《曾經》                      |        |
| 2000年 |      | 《东西奇遇结良缘》            |        |
| 2002年 |      | 《秋天的童话》                |        |
| 2016年 |      | 《美好年代》                  | 包達仁 |
| 2017年 | 公視 | 《魔幻對決》                  | JASON  |
| 2018年 | 公視 | 你的孩子不是你的孩子-貓的孩子 | 鍾家宏 |
| 2022年 |      | 《媽，別鬧了！》              | 邵曉東 |

### 电影
| 年份   | 片名                | 飾演          |
| 1986年 | 《孽子》            | 李青          |
| 1987年 | 《我的志願》        | 臭蟹仔        |
| 1991年 | 《皇金稻田》        |               |
| 1995年 | 《肝膽豪情》        | 趙長貴/王學義 |
| 1997年 | 《鸦片战争》        | 何善之        |
| 2010年 | 《实习大明星》      |               |
| 2018年 | 《角頭2：王者再起》 | 昕哥(C哥)     |
| 2021年 | 《角頭—浪流連》     | C哥           |

## 獎項
| 年份   | 獲提名       | 獎項                     | 結果 |
| ------ | ------------ | ------------------------ | ---- |
| 1992年 | 《皇金稻田》 | 第29屆金馬獎最佳男主角獎 | 提名 |

## 外部連結
- 邵昕的新浪微博
- 邵昕的Facebook專頁
- 邵昕在香港影庫上的簡介
- 邵昕在豆瓣上的资料（简体中文）
- 邵昕在时光网上的簡介（简体中文）